# Raya (szczyt)
Bukit Raya (także Gunung Raya) – szczyt górski na wyspie Borneo w Indonezji; wysokość 2278 m n.p.m. – najwyższy w Górach Schwanera. Leży na terenie Parku Narodowego Bukit Baka-Bukit Raya.